# Радковицька сільська рада
Радкови́цька сільська́ ра́да — адміністративно-територіальна одиниця та орган місцевого самоврядування в Городоцькому районі Хмельницької області. Адміністративний центр — село Радковиця.

## Загальні відомості
Радковицька сільська рада утворена в 1928 році.
- Територія ради: 70,29 км²
- Населення ради: 1 776 осіб (станом на 2001 рік)
- Територією ради протікає річка Сорока

## Населені пункти
Сільській раді підпорядковані населені пункти:
- с. Радковиця
- с. Борщівка
- с. Турчинці

## Склад ради
Рада складається з 16 депутатів та голови.
- Голова ради: Панасюк Анатолій Аркадійович
- Секретар ради: Садова Оксана Григорівна

### Керівний склад попередніх скликань
| Прізвище, ім'я, по батькові  | Основні відомості                                                             | Дата обрання | Дата звільнення |
| ---------------------------- | ----------------------------------------------------------------------------- | ------------ | --------------- |
| Панасюк Анатолій Аркадійович | Сільський голова, 1961 року народження, освіта вища                           | 26.03.2006   | 31.10.2010      |
| Панасюк Анатолій Аркадійович | Сільський голова, 1961 року народження, освіта вища, член партії Єдиний Центр | 31.10.2010   |                 |

Примітка: таблиця складена за даними сайту Верховної Ради України

### Депутати
За результатами місцевих виборів 2010 року депутатами ради стали:

#### За суб'єктами висування
| Суб'єкт висування           | Кількість обраних депутатів | %    |
| --------------------------- | --------------------------- | ---- |
| Партія регіонів             | 9                           | 56,3 |
| Народна партія              | 3                           | 18,8 |
| Самовисування               | 3                           | 18,8 |
| Комуністична партія України | 1                           | 6,3  |

#### За округами
| № округу                    | Прізвище, ім'я, по батькові       | Дата визнання обраним | Освіта             | Партійна приналежність | Відомості про обраного депутата             |
| --------------------------- | --------------------------------- | --------------------- | ------------------ | ---------------------- | ------------------------------------------- |
| Комуністична партія України |                                   |                       |                    |                        |                                             |
| 5                           | Кобилянський Борис Миколайович    | 03.11.2010            | середня            | позапартійний          | тимчасово не працює                         |
| Народна Партія              |                                   |                       |                    |                        |                                             |
| 1                           | Богнен Валентин Павлович          | 03.11.2010            | вища               | позапартійний          | Турчинецька загальноосвітня школа, вчитель  |
| 3                           | Забитівська Людмила Петрівна      | 03.11.2010            | вища               | позапартійна           | Радковицька загальноосвітня школа, директор |
| 12                          | Садова Оксана Григорівна          | 03.11.2010            | вища               | позапартійна           | Радковицька сільська рада, секретар         |
| Партія регіонів             |                                   |                       |                    |                        |                                             |
| 2                           | Дудар Сергій Васильович           | 03.11.2010            | середня            | позапартійний          | тимчасово не працює                         |
| 6                           | Кошалко Галина Йосипівна          | 03.11.2010            | середня            | позапартійна           | тимчасово не працює                         |
| 7                           | Красуцька Олена Геннадіївна       | 03.11.2010            | середня            | позапартійна           | КП «ЗАГОТПРОМ», продавець                   |
| 8                           | Лис Віктор Костянтинович          | 03.11.2010            | вища               | позапартійний          | Борщівська загальноосвітня школа, директор  |
| 11                          | Оржиховський Валерій Антонович    | 03.11.2010            | середня спеціальна | позапартійний          | тимчасово не працює                         |
| 13                          | Синявський Анатолій Станіславович | 03.11.2010            | вища               | позапартійний          | фельдшерсько-акушерський пункт, фельдшер    |
| 14                          | Стеньгач Тетяна Володимирівна     | 03.11.2010            | середня спеціальна | позапартійна           | фельдшерсько-акушерський пункт, санітарка   |
| 15                          | Стець Анатолій Анатолійович       | 03.11.2010            | середня            | позапартійний          | тимчасово не працює                         |
| 16                          | Ціцьвіра Сніжана Миколаївна       | 03.11.2010            | середня            | позапартійна           | фельдшерсько-акушерський пункт, фельдшер    |
| Самовисування               |                                   |                       |                    |                        |                                             |
| 4                           | Кашуба Анатолій Філімонович       | 03.11.2010            | вища               | позапартійний          | Турчинецька загальноосвітня школа, вчитель  |
| 9                           | Лишайко Володимир Романович       | 03.11.2010            | вища               | позапартійний          | тимчасово не працює                         |
| 10                          | Мельник Ігор Леонідович           | 03.11.2010            | вища               | позапартійний          | Борщівська загальноосвітня школа, вчитель   |